# Zodarion dubium
Zodarion dubium là một loài nhện trong họ Zodariidae.
Loài này thuộc chi Zodarion. Zodarion dubium được Embrik Strand miêu tả năm 1906.